# City on Lock
| Recensione | Giudizio |
| ---------- | -------- |
| AllMusic   |          |
| Pitchfork  | 7,3/10   |

City on Lock è il secondo album in studio del duo musicale statunitense City Girls, pubblicato il 20 giugno 2020 dalla Quality Control.

## Antefatti
A settembre 2019 Yung Miami ha rivelato di aspettare il rilascio di prigione di JT per iniziare a registrare nuova musica. In seguito al rilascio di quest'ultima ad ottobre 2019, Pierre Thomas della Quality Control Music ha annunciato che il duo aveva iniziato a lavorare sul loro secondo album e che sarebbe uscito nei primi mesi del 2020. Il 19 giugno 2020 il disco è trapelato sul web, e di conseguenza, è stato pubblicato il giorno successivo.

## Tracce
1. Enough/Better – 2:44 (Caresha Brownlee, Jatavia Johnson, Kinta Cox, Tyrone Nelms, Shawn Pierre, Marvin Beauville)
2. Skit – 0:37 (Jatavia Johnson, Isaac Bynum, Miles McCollum)
3. Jobs – 2:01 (Caresha Brownlee, Jatavia Johnson, Adjane Azevedo, George Herrera, Marvin Beauville, Miles McCollum, Nathan Butts, Shawn Pierre)
4. Broke Niggas (feat. Yo Gotti) – 3:36 (Caresha Brownlee, Jatavia Johnson, Mario Mims, Orville Hall, Phillip Price, Sultan Banks)
5. Pussy Talk (feat. Doja Cat) – 3:38 (Caresha Brownlee, Jatavia Johnson, Amalaratna Dlamini, Joshua Luellen, Teiron Robinson)
6. That Old Man – 2:55 (Caresha Brownlee, Jatavia Johnson, Chris Rosser, Ester Dean, Frank Brim, Harry Casey, Isaac Bynum, Keith Thomas, Luther Campbell, Melvin Hough II, Richard Finch, Rivelino Wouter)
7. City on Lock (feat. Lil Durk) – 2:19 (Caresha Brownlee, Jatavia Johnson, Brytavious Chambers, Durk Banks, Lasana Smith, Teiron Robinson)
8. Winnin – 2:04 (Caresha Brownlee, Jatavia Johnson, Darnell Matthew, Kinta Cox, Teiron Robinson)
9. Come Outside – 2:07 (Caresha Brownlee, Jatavia Johnson, Deundraeus Portis)
10. Flewed Out (feat. Lil Baby) – 3:10 (Caresha Brownlee, Jatavia Johnson, Darryl McCorkell, Dominique Jones, Kevin Gomringer, Tim Gomringer)
11. Rodeo – 2:57 (Caresha Brownlee, Jatavia Johnson, Jamarii Massey, Anthony Mosley, Lasana Smith)
12. Double CC's – 2:12 (Caresha Brownlee, Jatavia Johnson, Joshua Luellen)
13. That's My Bitch – 1:56 (Caresha Brownlee, Jatavia Johnson, Bryan Williams, Byron Thomas, Deundraeus Portis, Marvin Beauville)
14. Friendly – 2:59 (Caresha Brownlee, Jatavia Johnson, Marvin Beauville, Miles McCollum, Norman Payne)
15. Ain't Sayin Nothin – 1:26 (Caresha Brownlee, Jatavia Johnson, Michael Clark, Teiron Robinson)

## Classifiche
| Classifica (2020) | Posizione massima |
| ----------------- | ----------------- |
| Stati Uniti       | 29                |